# Brescia Due (centro direzionale)
Brescia Due è un'area a carattere terziario, utilizzata come centro direzionale, appartenente alla sottodivisione amministrativa di Lamarmora, nella zona Sud della città di Brescia.

## Origini del nome
Il termine "Brescia Due" deriva da una necessità, risalente agli anni 1960, di sottolineare la vocazione alternativa dell'area rispetto al centro storico.

## Storia
L'area nella quale è stato edificato il centro direzionale era prevalentemente rurale, caratterizzata da cascine e appezzamenti agricoli.

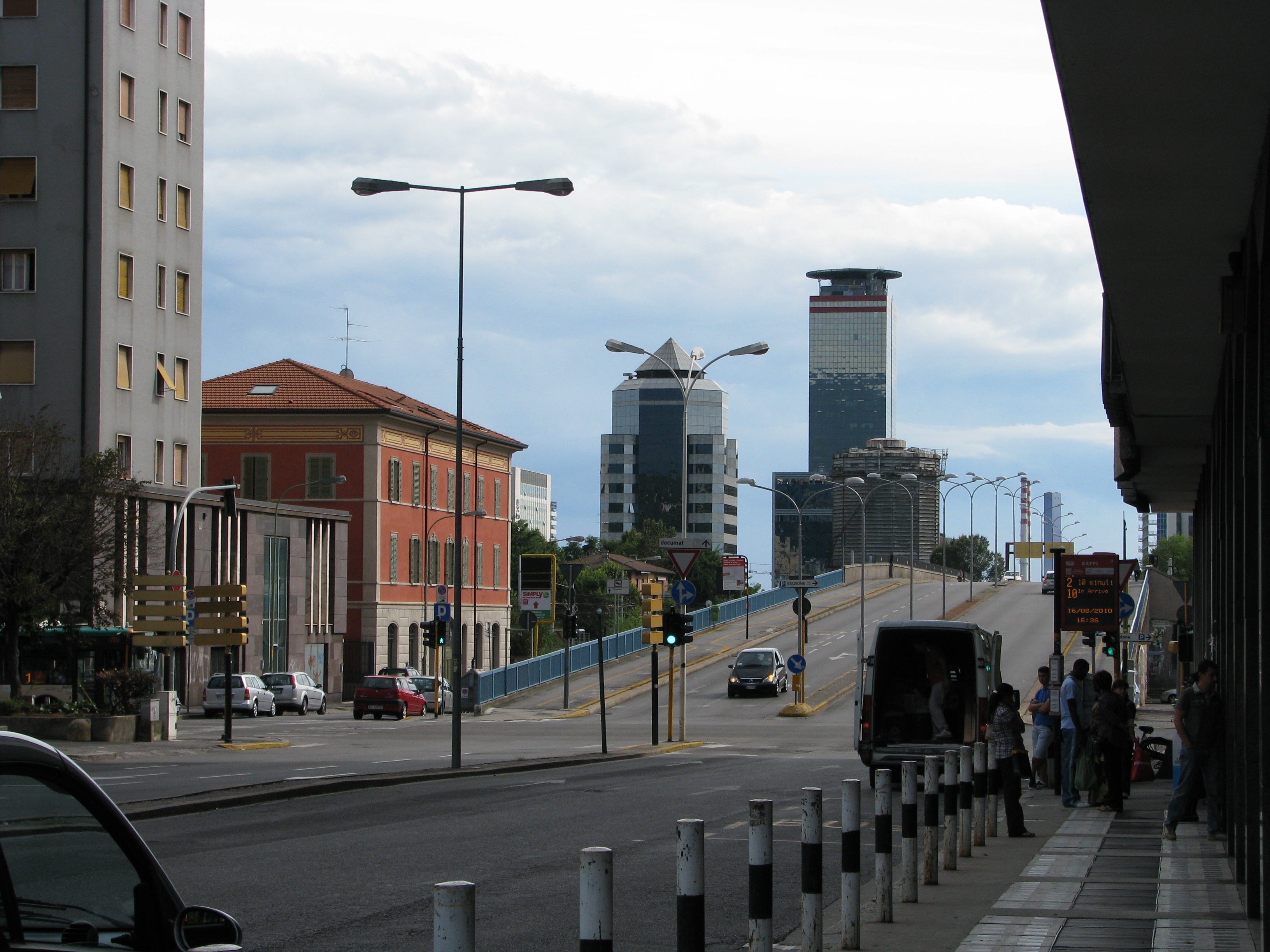
Il Cavalcavia Kennedy nel 2010.

Nel 1954, il sindaco Bruno Boni diede inizio ai lavori per la costruzione del cavalcavia che avrebbe scavalcato il fascio binari della stazione di Brescia: un'opera che sarebbe costata quasi un miliardo di lire dell'epoca. Il cavalcavia venne inaugurato il 5 novembre 1961 alla presenza dell'allora ministro delle Finanze Giuseppe Trabucchi. In funzione dell'apertura di questa infrastruttura, il Piano Regolatore Generale del 1961, steso su coordinamento dell'architetto Mario Morini, prevedeva di destinare l'area a "Nuovo centro di vita": un moderno centro direzionale della città in contrapposizione a quello storico. L'urbanizzazione dell'area fu iniziata nel 1969, dopo la stesura di un piano particolareggiato, e fu denominata "Brescia Due".
Nel corso del 1972, Brescia Due, essendo un quartiere in costruzione, fu interessato dalla sperimentazione dell'ASM di teleriscaldamento. Il servizio fu avviato nel settembre dello stesso anno e poi esteso al resto della città nel decennio seguente.
Il primo grattacielo che prese vita nel quartiere fu il Crystal Palace. La sua costruzione (iniziata nel 1988) fu ricca di controversie: l'iniziale progetto dell'architetto Bruno Fedrigolli, presentato nel 1985, prevedeva un'altezza di 131 metri, che avrebbe reso la struttura il grattacielo più alto d'Italia, superando di quattro metri il Grattacielo Pirelli di Milano. Il piano trovò l'opposizione della Regione Lombardia che ebbe la meglio: il grattacielo, la cui costruzione terminò nel 1992, vide così la sua altezza abbassata a 110 metri.
Negli anni successivi, si aggiunsero ulteriori grattacieli, tra i quali la CAP Tower (1993) e la Torre Kennedy (2004). Oltre ai grattacieli, nel corso degli anni sono state aperte qui le sedi di Equitalia e UBI Banca.

## Geografia antropica

### Urbanistica
Il cuore dell'area, fatta eccezione del Crystal Palace, è formato principalmente da grattacieli di medio-bassa altezza e dal Parco Tarello, il secondo polmone verde più grande della città, che ospita dodicimila fra alberi, arbusti e piantine perenni.

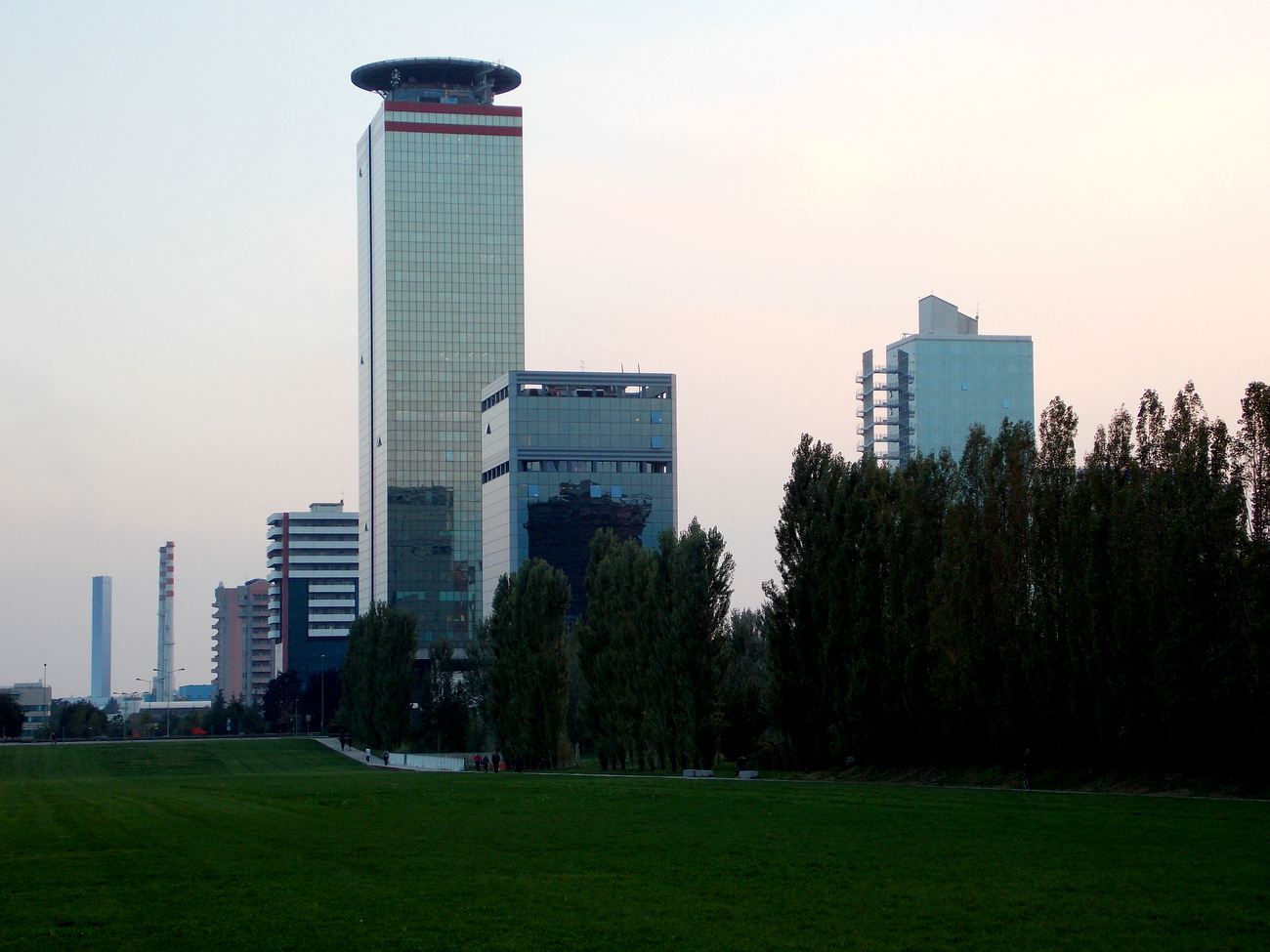
Il Parco Tarello: sullo sfondo a sinistra, si possono notare il Termovalorizzatore di Brescia e i camini della centrale Lamarmora.

#### Il gasometro di Brescia Due
Proprio all'interno del Parco Tarello, è presente una struttura eretta molto prima della nascita di Brescia Due: si tratta di un gasometro alto circa cinquanta metri e con un diametro di ventotto metri. Costruito nel 1933 per la produzione di gas, a partire dal Secondo dopoguerra venne utilizzato per il solo stoccaggio di esso, per poi chiudere definitivamente nel 1992. Attualmente, la struttura crea un forte contrasto ottico con le costruzioni circostanti, andando a creare una certa " solitudine storica " e di abbandono nel bel mezzo del moderno centro direzionale e risultando un importante monumento di archeologia industriale e, a livello nazionale, un eccezionale esempio di gasometro storico.

## Economia
Brescia Due, nonostante fosse stata inizialmente concepita come quartiere a uffici, con il tempo ha visto aprire numerosi locali, destinati al settore dello svago, ed edifici residenziali.

## Infrastrutture e trasporti

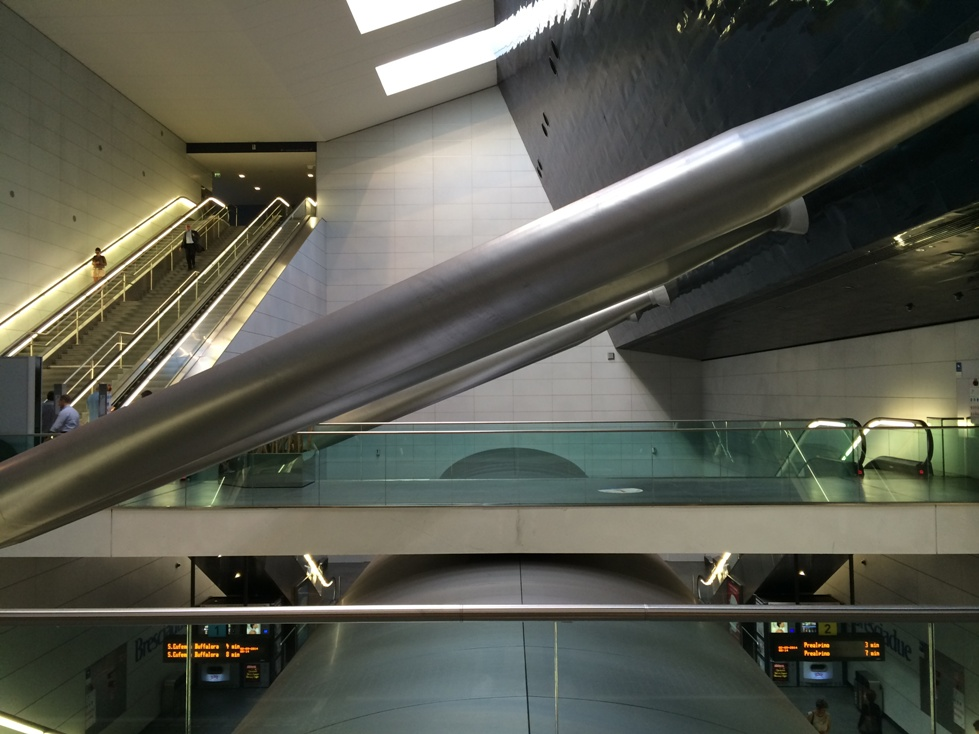
La stazione della metropolitana di Brescia Due.

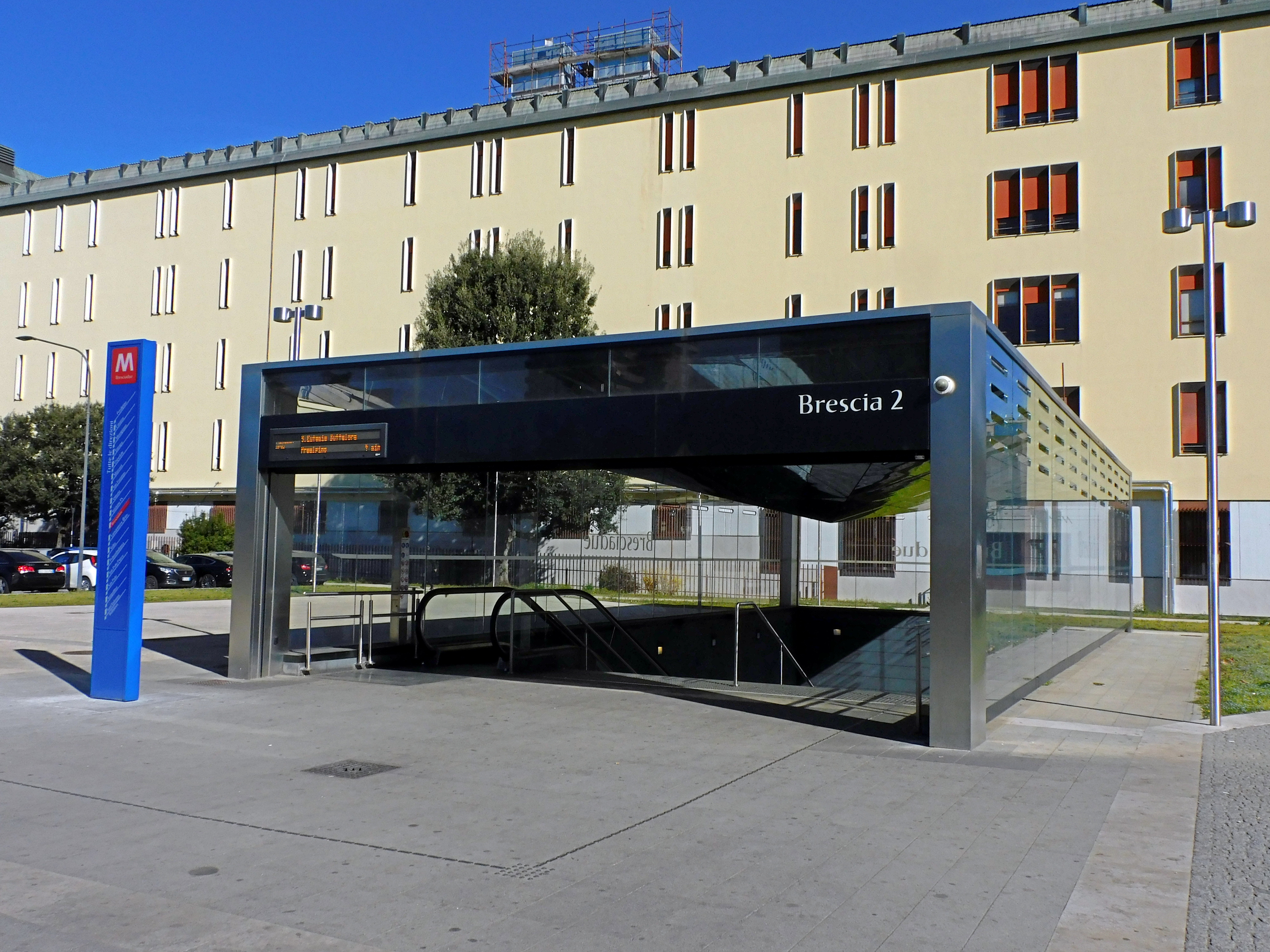
Vista esterna della stazione della metropolitana.

### Metropolitana
Il centro direzionale è attraversato dalla metropolitana cittadina: la stazione Brescia Due, inaugurata nel 2013, è situata di fronte alla CAP Tower, è inoltre presente a pochi passi da quest'ultima la stazione A2A Lamarmora.

### Servizio urbano di autobus
Il servizio urbano di autobus serve il quartiere con le linee 2, 4, 7, 10, 13, 14 e 15, collegato con il resto della città dal cavalcavia Kennedy.

## I grattacieli del centro direzionale
| Pos. | Nome             | Altezza al tetto/Guglia (m) | Piani | Costruzione | Stato      |
| ---- | ---------------- | --------------------------- | ----- | ----------- | ---------- |
| 1    | Crystal Palace   | 110                         | 30    | 1988-1990   | Completato |
| 2    | Torre Mercurio   | 82                          | 22    | 1991-1993   | Completato |
| 3    | Complesso Futura | 70                          | 14    | 2007-2010   | Completato |
| 4    | Torre Kennedy    | 57                          | 12    | 1999-2002   | Completato |
| 5    | Torre Giardino   | 50                          | 14    |             | Completato |
| 6    | UBI Palace       | 50                          | 12    | 1996-2004   | Completato |
| 8    | Torre Ambrosiana | 50                          | 15    |             | Completato |
| 7    | Torre Millennium | 50                          | 15    |             | Completato |
| 8    | Torre Oberdan    | 46                          | 11    | ?-2006      | Completato |
| 9    | Torre Symbol     | 45                          | 10    | 1999-1999   | Completato |
| 10   | La Torre         | 45                          | 10    | 1999        | Completato |